# Championnats d'Europe de patinage artistique 1954
Navigation
Édition précédente Édition suivante
Les championnats d'Europe de patinage artistique 1954 ont lieu du 28 au 31 janvier 1954 à Bolzano en Italie.
Ce sont les premiers championnats européens de danse sur glace. Les premiers mondiaux ont été organisés deux ans plus tôt en 1952 à Paris et les premiers championnats nord-américains ont eu lieu en 1947 à Ottawa.

## Qualifications
Les patineurs sont éligibles à l'épreuve s'ils représentent une nation européenne membre de l'Union internationale de patinage (International Skating Union en anglais). Les fédérations nationales sélectionnent leurs patineurs en fonction de leurs propres critères.
L'Union internationale de patinage autorise chaque pays à avoir de une à quatre inscriptions par discipline. 

## Podiums
| Épreuves                            | Or                                  | Argent                      | Bronze                                   |
| ----------------------------------- | ----------------------------------- | --------------------------- | ---------------------------------------- |
| Messieurs résultats détaillés       | Carlo Fassi                         | Alain Giletti               | Karol Divín                              |
| Dames résultats détaillés           | Gundi Busch                         | Erica Batchelor             | Yvonne Sugden                            |
| Couples résultats détaillés         | Silvia Grandjean / Michel Grandjean | Sissy Schwarz / Kurt Oppelt | Soňa Balunová-Buriánová / Miloslav Balun |
| Danse sur glace résultats détaillés | Jean Westwood / Lawrence Demmy      | Nesta Davies / Paul Thomas  | Barbara Radford / Raymond Lockwood       |

## Tableau des médailles
| Rang  | Nation               | Or | Argent | Bronze | Total |
| ----- | -------------------- | -- | ------ | ------ | ----- |
| 1     | Royaume-Uni          | 1  | 2      | 2      | 5     |
| 2     | Allemagne de l'Ouest | 1  | 0      | 0      | 1     |
| 2     | Italie               | 1  | 0      | 0      | 1     |
| 2     | Suisse               | 1  | 0      | 0      | 1     |
| 5     | Autriche             | 0  | 1      | 0      | 1     |
| 5     | France               | 0  | 1      | 0      | 1     |
| 7     | Tchécoslovaquie      | 0  | 0      | 2      | 2     |
| Total | Total                | 4  | 4      | 4      | 12    |

## Détails des compétitions

### Messieurs
| Rang | Nom               | Nation               | Places | Points | Fig. impo. | Prog. libre |
| ---- | ----------------- | -------------------- | ------ | ------ | ---------- | ----------- |
| 1    | Carlo Fassi       | Italie               |        |        |            |             |
| 2    | Alain Giletti     | France               |        |        |            |             |
| 3    | Karol Divín       | Tchécoslovaquie      |        |        |            |             |
| 4    | Michael Booker    | Royaume-Uni          |        |        |            |             |
| 5    | Alain Calmat      | France               |        |        |            |             |
| 6    | Norbert Felsinger | Autriche             |        |        |            |             |
| 7    | Zdeněk Fikar      | Tchécoslovaquie      |        |        |            |             |
| 8    | Hanno Stroher     | Autriche             |        |        |            |             |
| 9    | François Pache    | Suisse               |        |        |            |             |
| 10   | Hans Müller       | Suisse               |        |        |            |             |
| 11   | Werner Kronemann  | Allemagne de l'Ouest |        |        |            |             |
| 12   | Kurt Weilert      | Allemagne de l'Ouest |        |        |            |             |

### Dames
| Rang | Nom                | Nation               | Places | Points | Fig. impo. | Prog. libre |
| ---- | ------------------ | -------------------- | ------ | ------ | ---------- | ----------- |
| 1    | Gundi Busch        | Allemagne de l'Ouest |        |        |            |             |
| 2    | Erica Batchelor    | Royaume-Uni          |        |        |            |             |
| 3    | Yvonne Sugden      | Royaume-Uni          |        |        |            |             |
| 4    | Annelies Schilhan  | Autriche             |        |        |            |             |
| 5    | Ingrid Wendl       | Autriche             |        |        |            |             |
| 6    | Hanna Eigel        | Autriche             |        |        |            |             |
| 7    | Clema Cowley       | Royaume-Uni          |        |        |            |             |
| 8    | Miloslava Tumová   | Tchécoslovaquie      |        |        |            |             |
| 9    | Hanna Walter       | Autriche             |        |        |            |             |
| 10   | Nelly Maas         | Pays-Bas             |        |        |            |             |
| 11   | Rosi Pettinger     | Allemagne de l'Ouest |        |        |            |             |
| 12   | Dagmar Lerchová    | Tchécoslovaquie      |        |        |            |             |
| 13   | Lidy Stoppelman    | Pays-Bas             |        |        |            |             |
| 14   | Fiorella Negro     | Italie               |        |        |            |             |
| 15   | Erika Rücker       | Allemagne de l'Ouest |        |        |            |             |
| 16   | Lilo Kurzinger     | Allemagne de l'Ouest |        |        |            |             |
| 17   | Alice Fischer      | Suisse               |        |        |            |             |
| 18   | Joan Haanappel     | Pays-Bas             |        |        |            |             |
| 19   | Sjoukje Dijkstra   | Pays-Bas             |        |        |            |             |
| 20   | Christianne Moreux | France               |        |        |            |             |
| 21   | Luisella Gaspari   | Italie               |        |        |            |             |
| 22   | Manuela Angeli     | Italie               |        |        |            |             |

### Couples
| Rang | Nom                                      | Nation               | Places | Points |
| ---- | ---------------------------------------- | -------------------- | ------ | ------ |
| 1    | Silvia Grandjean / Michel Grandjean      | Suisse               |        |        |
| 2    | Sissy Schwarz / Kurt Oppelt              | Autriche             |        |        |
| 3    | Soňa Balunová-Buriánová / Miloslav Balun | Tchécoslovaquie      |        |        |
| 4    | Vera Kuhrüber / Horst Kuhrüber           | Allemagne de l'Ouest |        |        |
| 5    | Alice Zettel / Klaus Loichinger          | Allemagne de l'Ouest |        |        |
| 6    | Jane Higson / Robert Hudson              | Royaume-Uni          |        |        |
| 7    | Inge Minor / Hermann Braun               | Allemagne de l'Ouest |        |        |
| 8    | Eva Neeb / Karl Probst                   | Allemagne de l'Ouest |        |        |

### Danse sur glace
| Rang | Nom                                       | Nation      | Places | Points | Danses imposées | Danse libre |
| ---- | ----------------------------------------- | ----------- | ------ | ------ | --------------- | ----------- |
| 1    | Jean Westwood / Lawrence Demmy            | Royaume-Uni |        |        |                 |             |
| 2    | Nesta Davies / Paul Thomas                | Royaume-Uni |        |        |                 |             |
| 3    | Barbara Radford / Raymond Lockwood        | Royaume-Uni |        |        |                 |             |
| 4    | Bona Giammona / Giancarlo Sioli           | Italie      |        |        |                 |             |
| 5    | Edith Peikert / Hans Kutschera            | Autriche    |        |        |                 |             |
| 6    | Fanny Besson / Jean-Paul Guhel            | France      |        |        |                 |             |
| 7    | Helga Binder / Edwin Fuhrich              | Autriche    |        |        |                 |             |
| 8    | Catherina Odink / Jacobus Odink           | Pays-Bas    |        |        |                 |             |
| 9    | Lucia Fischer / Rudolf Zorn               | Autriche    |        |        |                 |             |
| 10   | Claude Gisela Weinstein / Claude Lambert  | France      |        |        |                 |             |
| 11   | Adrianna Giuggiolini / Germano Ceccattini | Italie      |        |        |                 |             |
| 12   | Albertine Brown / Nigel Brown             | Suisse      |        |        |                 |             |